# 3 Scorpii
3 Scorpii, eller V927 Scorpii, är en variabel stjärna av SX Arietis-typ (SXARI) i Skorpionens stjärnbild.
3 Scorpii har visuell magnitud +5,8 och varierar med amplituden 0,03 magnituder och perioden 1,45937 dygn. Den befinner sig på ett avstånd av ungefär 515 ljusår.